# Mariana, Mexiko
Mariana är en ort i Mexiko.   Den ligger i kommunen Nocupétaro och delstaten Michoacán de Ocampo, i den södra delen av landet, 220 km väster om huvudstaden Mexico City. Mariana ligger 863 meter över havet och antalet invånare är 117.
Terrängen runt Mariana är huvudsakligen kuperad, men österut är den bergig. Terrängen runt Mariana sluttar söderut. Runt Mariana är det glesbefolkat, med 14 invånare per kvadratkilometer. Närmaste större samhälle är Nocupétaro, 8,6 km sydost om Mariana. I omgivningarna runt Mariana växer huvudsakligen savannskog.